# Pinnaticoemansia coronantispora
Pinnaticoemansia coronantispora är en svampart som beskrevs av Kurihara & Degawa 2006. Pinnaticoemansia coronantispora ingår i släktet Pinnaticoemansia och familjen Kickxellaceae.   Inga underarter finns listade i Catalogue of Life.